# NGC 2371
NGC 2371 je planetna maglica u zviježđu Blizancima. 

## Vanjske poveznice
- SEDS: NGC 2371